# Hypsipyle
În mitologia greacă, Hypsipyle (Ὑψιπύλη) a fost regina insulei Lemnos. Era fiica regelui Thoas și a Myrinei (fiica regelui Cretheus).

## Vezi și
- 587 Hypsipyle, asteroid